# Mansión de Biksti
La Mansión de Biksti (en letón: Bikstu muiža) es una casa señorial localizada en la parroquia de Biksti, municipio de Dobele en la región histórica de Zemgale, en Letonia. Un edificio de dos plantas construido en forma rectangular, la finca comprende un gran parque paisajístico con raras especies de árboles. La mansión actualmente alberga la Escuela Elemental de Biksti.

## Historia
Desde 1795 la mansión fue propiedad de la familia noble Ropp. Después de la Reforma Agraria de Letonia de la década de 1920 la familia pierde la mansión y se va en 1927. Desde 1922 el nuevo propietario de la finca —la Sociedad Agrícola— alquila la mansión y las tierras a la familia von Lieven. En 1940 la familia von Lieven emigra, pero los miembros mayores de la familia, que permanecieron en la mansión, fueron deportados a Siberia. Desde 1945 hasta el presente existe una escuela en la mansión. 
La mansión con elementos de estilo neogótico en su arquitectura fue construida en 1847. Posteriormente fue reconstruida resultando en la pérdida de su apariencia y proporciones originales. Hoy en día el edificio muestra formas clásicas. Hay muchos componentes muy valiosos del interior que se conservan, como el horno, el sistema de calefacción, revestimientos de madera, molduras y barandillas de escalera, barandillas y pilares de los balcones de hierro.